# 凯·伯利
凯·伊丽莎白·伯利（英語：Kay Elizabeth Burley；1960年12月17日—），本名凯·麦古林（英語：Kay McGurrin），英国广播员兼作家。伯利是天空新闻台主持人，主档为晨间新闻节目《凯·伯利》。此前曾在英国广播公司本地无线电台、ITV泰恩蒂斯和TV-am供职。

## 早年生活
伯利在兰开夏威根的山毛榉山长大，父母都在纸板厂工作。她就读于惠特利高中（1990年废校）。
伯利在17岁时走入新闻业，供职于《威根和纪事报晚报》。

## 广播生涯

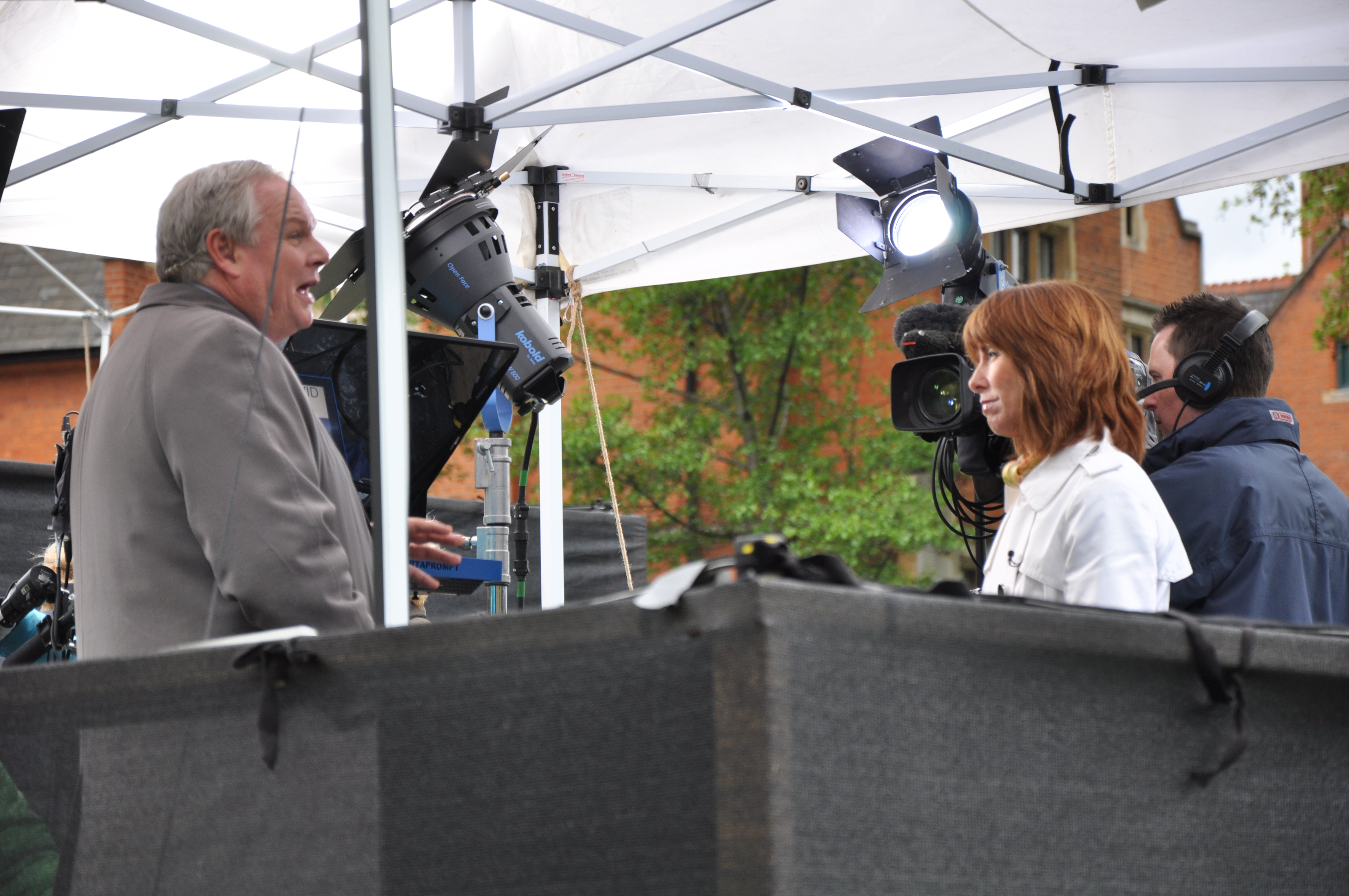
伯利在2010年大选期间与亚当博尔顿一起参与天空新闻台的报道工作。

伯利在1985年加入TV-am前曾在英国广播公司本地无线电台和泰恩提兹电视台工作，担任记者和兼职主播。1987年起，因卡罗琳·莱顿离职，伯利开始在TV-am主持一个小时的新闻节目，并在安妮·戴蒙德休产假时代播新闻节目。
伯利被安德鲁·尼尔挖角到了天空电视，伯利在1988年11月在天空娱乐一台播出自制纪录片《卫星革命》。1988年，她转职到羽翼未丰的天空电视新闻部。
伯利是1997年8月31日上午五时（UTC+1）后不久在天空电视上报道威尔士王妃戴安娜死讯的团队的一员。在世贸大楼北塔被恐怖分子劫持的飞机撞击后不久，伯利率先在英国报道了这宗事件。在2004年印度洋地震和随后的海啸之后，伯利前往斯里兰卡直击灾情。2005年，伯利在天空新闻对当年举行的大选以及查尔斯王子和卡米拉·帕克·鲍尔斯婚礼的报道中表现突出。2013年，她参与了喬治·亞歷山大·路易王子出生的报道。
伯利偶尔为小报《星期日镜报》撰稿，并在2006年夏天偶有主持第五台的新闻节目。伯利曾在伦敦脱口秀电台LBC 97.3 的《周日政治》节目中代表伊恩·戴尔发表看法，伯利由于2014年3月23日与《太阳报》总编辑斯蒂格·阿贝尔共同主持LBC电台每周日上午8点至11点的广播节目。
伯利自2007年1月20日起开始参与独立电视网真人实境节目《花樣冰舞》的第二季。她在麦克米伦癌症护理中心滑冰以兹对罹患乳腺癌逝世的母亲的纪念。她把报酬捐给了慈善机构。伯利和她的搭档弗雷德·帕拉斯卡克在与女演员克莱尔·巴克菲尔德和安德烈·利帕诺夫竞争后，在第五周战败。她在2018年参与《潜行追踪》第二季的拍摄。
2018年9月，天空新闻宣布凯·伯利将主持一档以她名字命名的电视节目（后因主持人变更改名为莎拉·简·密秀）。
2019年9月，凯·伯利宣布改为主持晨间新闻节目《凯·伯利的早间新闻》。2019年10月3日，伯利主持了她的最后一个下午节目，并于当月14日转入晨间新闻的主持工作。
2020年12月10日，凯·伯利因触犯伦敦冠状病毒二级管制令被停职六个月。事前，她已经检查了在过去六个月违反检疫规定的成员。2021年6月7日，伯利在报道新闻头条前，留下了一句简单的问候：“很高兴回来”。

## 争议

### 2008年–2009年
在 2008 年对连环杀手史蒂夫·赖特的前女友的采访中，伯利因向受访者提问“如果这对夫妇享受更好的性生活，他是否不会犯罪”引发轩然大波。
2008年的图片显示伯利疑似在娜奧美·金寶听证会场外对摄影师柯斯蒂·威格斯沃思实施扼杀，天空新闻发言人解释说：“凯·伯利是被相机砸脸后方被激怒。” 但美联社表示“科斯蒂绝对肯定自己没有用相机撞到伯利女士的人。她是无端和不可原谅的攻击的受害者”。

### 2010年–2011年
2010年2月，伯利向嘉宾彼得·安德烈道歉，后者在播放了德怀特·约克的评论后“忍住了眼泪”，后者在安德烈自愿收养凯蒂·普莱斯的第一个孩子（约克的儿子和安德烈的继子）哈维后批评安德烈。伯利在她的在线博客中称“安德烈因此在我肩膀上抽泣”。
在2010年大选期间，伯利对三十八度党选举活动家大卫·巴布斯的采访被控带有“偏见和攻击性行为”。这是伯利对此指控回应的节选：
|  | 公众投票支持一个悬而未决的议会。我们得到了我们投票支持的东西...所以你今天经过威斯敏斯特不会有任何区别。...你为什么不回家在天空新闻上观看呢？ |

英国通讯管理局虽然收到了2,800份对天空新闻台的投诉，但都遭到了驳回。伯利随后在学院绿地报道时遭到抗议者的质问，抗议者不断高呼“解雇凯·伯利”，伯利因此被迫表示“很多示威者高喊‘现在的投票是公平的’——意义不明”和“他们不知道就像《太阳报》一样，他们不喜欢我们和鲁珀特”。2010年9月，在评论世界新闻报电话窃听丑闻期间，工党议员克里斯·布萊恩特和伯利之间的部分交流在网上疯传，伯利要求布莱恩特引用声称电话窃听在其他报纸上“流传”的消息。布莱恩特行事后，指责伯利“有点暗淡”并表示：
|  | ...信息专员写了一份报告，如果你自己早点听过辩论，你就会知道，或者如果你读过那份报告，那么你会看到他在各种不同的报纸上提及1000多宗案件。我想大概是800宗 - 我现在没有得到确切的数字 - 光是“邮件”中就收录了800宗。 |

伯利还错误表示如果他更改了个人密码，布莱恩特的电子设备就不会被黑客入侵。科比在《独立报》的一篇文章中如此回应：“我的PIN码与我的手机被黑无关。有人打电话给我的手机服务商Orange，并试图冒充我以获取录音”。此后，布莱恩特在直播中要求伯利为这次采访致歉。

### 2012年–2015年
2012年10月5日，伯利在直播中向协助寻找她的志愿者透露失踪的5岁儿童埃普莉尔·琼斯的死讯后被控麻木不仁。受访者并不知道此案已成为谋杀调查。

### 2015年至今
在2015年大选期间，第四台和通讯管理局收到四百余件关于伯利一行人关于反对工党领袖文立彬和发表有利于保守党领袖和首相戴维·卡梅伦评论之偏见的投诉，其中包括伯利主持的计划的“市政厅”部分。伯利多次向埃德米利班德询问他与文礼彬的关系，有一次她以“你可怜的母亲”告知之。
2015年6月，伯利因采访默林娱乐首席执行官尼克·瓦尼而成为在社交媒体中口诛笔伐的对象。此前，在奥尔顿塔的微笑者过山车在营运期间发生事故，造成十一人受伤。伯利的行为被认为是“对所有相关人员的不尊重”和“彻底的攻击”。伯利在推特上以“对于那些担心我对奥尔顿塔老板很苛刻的人，他会克服的。不确定他骑车的人会很快恢复”回应之。她对瓦尼的采访开始在社交媒体上引起负面反应，通讯管理局受到1816份投诉，并有五万五千人联署要求解雇伯利。但通讯管理局拒绝就相关事宜进行调查。
2015年3月，伯利多次向CAGE的塞丽·布利凡特询问他对伊拉克和黎凡特地区伊斯兰国分支斩首西方人质的感受。当布利万特认为伯利的问题“本质上就带有伊斯兰恐惧症和种族主义成分”而拒绝受访时，伯利反驳他的理据就是“胡说八道”，并警告布利万特“克服自己”。通信管理局因此收到了57份投诉，但不见对伯利的任何行动。
2018年，在接受鲍里斯·约翰逊关于波卡言论的采访时，伯利因提及福克兰群岛战争中面部严重受伤的退伍军人西蒙·韦斯顿缺乏面部表情招致批评。
2020年12月，伯利因就庆祝60岁生日时违反伦敦冠状病毒二级限制的事宜自首。据称，她与无血缘的九名朋友群聚、违反宵禁令和在两家餐馆和她自己的家中进行社交活动。伯利后来被天空新闻停职直至2021年6月，同时亦被皇家电视学会取消对她的新闻奖提名。
2022年3月，伯利在都柏林接受两名乌克兰难民的采访时因称他们可以“在知道英国人民完全支持你的情况下安全地开始在都柏林建立新生活”受到批评，因为都柏林所处的爱尔兰共和国并非大不列颠及北爱尔兰联合王国的一部分。

## 著作
伯利的第一部小说《第一夫人》于2011年5月12日出版。这本书是一部以媒体行业（含电视新闻）为背景的爱情小说。一位评论家评价这本书就是“一团糟”，甚至还不算是好书：“不幸的是，这本书以其可怕的喜剧时机、完全没有讽刺、毫无意义的题外话、沉闷的情节和完全没有任何引人入胜的角色，是如此令人麻木，拳头咀嚼太可怕了，这太糟糕了。”
伯利的另一部小说《背叛》于2012年5月出版。

## 个人生活
2018年，伯利出演第四台《潜行追踪》节目，并在倒数第二集中“被捕”。
在接受《每日电讯报》采访时，她自称是是一名热心的攀爬者和登山者。
伯利是罗马天主教徒。